# Ерсильд, Пер Кристиан
Пер Кристиан Ерсильд (швед. Per Christian Jersild) (р. 1935) — шведский писатель и врач. Почётный доктор медицины университета Упсалы, почётный доктор инженерных наук Королевского технологического института (с 1999 года).

## Биография
Pодился в Катринехольме в семье среднего класса, вырос в Бромме. В медицинской работе он специализировался в основном в области психиатрии и социальной медицины, но с 1977 года стал внештатным писателем.
Его первой книгой была Räknelära, которую он выпустил 1960 году в возрасте 25 лет, хотя уже писал её в течение 10 лет до этого. К сегодняшнему дню Ерсильд написал 35 книг, как правило, посвящённых социальной критике. Его самая известная книга — Barnens ö («Остров детей»), которая рассказывает историю подростка на пороге взрослой жизни, который убегает из летнего детского лагеря, чтобы проводить время в одиночестве в большом городе, Стокгольме. Другое известное произведение — Babels hus («Дом Бабеля»), которое рассказывает о бесчеловечном обращении с пациентами в большом современном госпитале, прототипом которого стала Каролинская университетская больница в Худинге, пригороде Стокгольма.
Помимо своей литературной работы Ерсильд также является обозревателем Dagens Nyheter начиная с середины 1980-х годов. В 1999 году он был избран членом Королевской шведской академии наук. В 2009 году избран в члены совета Шведской ассоциации гуманистов.